# 小山ひさ子
小山 ひさ子（こやま ひさこ、1916年（大正5年） - 1997年（平成9年）4月6日）は、日本の天文学者である。若いころ、流星に興味を抱いたことから天文学を学び始めた。50年間にわたり太陽黒点の観測と記録を続け、その集積は太陽の活動周期や長期の変動に関する研究に貢献している。彼女の功績は近年になって再評価され、さまざまな書籍などでも紹介されている。著書などでは「小山 ヒサ子」の表記もみられる。

## 生涯

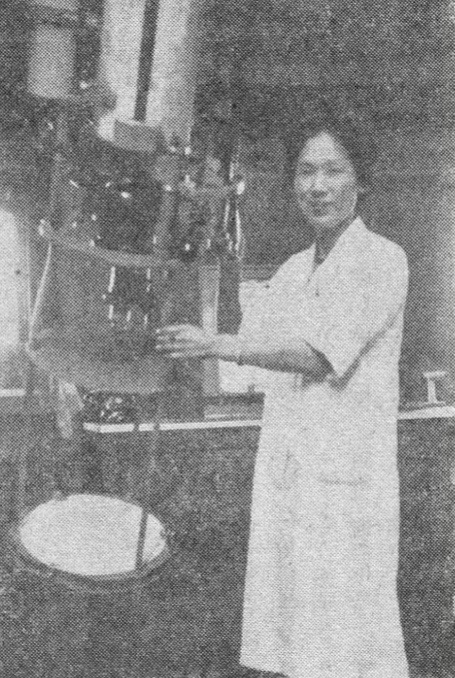
『女性教養』1962年12月号より

1916年、東京の生まれ。1930年代に東京の高等女学校を卒業した。若いころ、流星に興味を抱いたことから天文学を学び始めた。彼女はその時期のアマチュア天文家たちに「赤本」の通称で知られていた『天体望遠鏡の作り方と観測法』などを熟読していた。
本人の回顧（1972年の天文月報に掲載）によると、東日天文館（当時有楽町にあった）のプラネタリウムを訪問した後、望遠鏡店の主人からの指導で小型の望遠鏡を組み立てたという。そして、天文学者の村上忠敬が作成した「全天星図」を使ってさそり座のアンタレスから始まる星空の観察を始めた。当時の日本は第二次世界大戦中であり、東京では灯火管制を敷いていた。小山はこの暗闇を利用して、天体の観測を行っていた。彼女は空襲のただ中でも夜には庭に布団を敷いてその下に隠れ、懐中電灯を頼りに星図を確認しながら星空を見上げていた。
1944年の春、小山は父親から望遠鏡を贈られた。その望遠鏡は倍率60倍の36ミリメートル屈折望遠鏡だった。同年彼女は東亜天文学会の月面課研究会に参加を試みたが、36ミリメートル屈折望遠鏡では月面の観測に不十分であることがわかった。そのため、太陽の観測に転じた。当時は太陽活動の極小期にあたり、約1か月間の努力と試行錯誤を繰り返したのちに太陽黒点のスケッチを完成させた。
小山が太陽黒点のスケッチを東亜天文学会に送ったところ、同会の山本一清から返事があった。山本は「観測報告有難う、これが黒点です」と励まし、以後郵便でのやり取りにて彼女を指導することになった。
小山は少なくとも1945年9月には3センチメートル望遠鏡で継続的な黒点観測を開始していた。小山は1946年に東京科学博物館（現・国立科学博物館）に観測職員として入職し、同博物館の主任天文学者を務めていた村山定男のもとで太陽観測を担当し、太陽黒点やフレアなど、太陽面の観測結果などを記録し続けた。
小山が観測に用いたのは博物館屋上の20センチメートル屈折望遠鏡（1931年設置）で、以後それを使用し続けた。彼女は太陽光で目に障害を起こさないように、望遠鏡に映し出される太陽の画像を紙に投影し、それを忠実にスケッチする方法を採用した。スケッチにはスタンプが押され、その枠内に観測環境や時刻（観測開始と終了）が記入された。スタンプの枠外には特記事項などが書き込まれた。
小山は博物館からほど近い本郷に住居を構え、村山とともに太陽観測と博物館のアウトリーチ活動に携わっていた。太陽観測は通年で毎日行うことが必須であったため、彼女は夏の暑い日も凍える冬の日も観測を続けた。彼女は博物館での観測中に1947年に発生した20世紀最大の太陽黒点をスケッチにとどめ、1960年には黒点をスケッチしている最中に、白色光太陽フレアを目撃した。1947年に観測した黒点の大きさは地球の直径の20倍以上あり、彼女は「連日、大目玉がにらんでいるように見え、おそろしかった」と感想を残している。
小山は黒点観測で得られた黒点蝶形図（バタフライ・ダイアグラム）の持つ歴史上及び太陽研究における意義と重要性について理解していた。1964年に発表した論文においては、17年の観測成果から作成した黒点蝶形図を発表した。この論文は「17年間では蝶が2羽に満たなくて甚だ不十分である」という文で結ばれている。その後も小山は努力を続け、作成した蝶形図は「3羽半」に達している。
1981年に、小山は博物館を退職した。ただしその後も当時同博物館の理化学研究部部長を務めていた村山定男の計らいにより、在職中に引き続いて太陽の観測を継続し、アウトリーチとしてアマチュア天文家との対応も続けていた。1985年にはそれまでの観測記録を『太陽黒点観測報告1947-1984』として河出書房新社から出版した。この本には小山の手がけたスケッチは1枚のみ掲載されているが、国立科学博物館ウェブサイトの「太陽黒点スケッチデータベース」には、死去前年の1996年12月までのデータとスケッチが収録されている。小山が1997年に逝去するまでに記録した太陽スケッチは、1万点以上に及ぶという。

## 再評価
小山の名は、太陽観測の実績および国立科学博物館でのアウトリーチ活動に加えて、東亜天文学会や一般向け雑誌への寄稿などで天文ファンの間ではよく知られていた。ただし、天文学者一般には必ずしも著名とはいえず、その観測成果の真価も知られていなかった。
小山の業績が再評価される契機となったのが、1610年のトーマス・ハリオットから続く太陽黒点観測の記録が再研究されたことであった。この再研究は、太陽の活動周期をより精細に理解することを目的に行われたものであった。彼女の観測記録はハリオット以降の先人たちの観測記録とともに集積され、過去4世紀にわたる太陽黒点数の観測記録の確立に大きな役割を果たすことになった。小山の著書に収録された観測結果はこの再研究に当たって複数の「バックボーン」の一つに採用され、太陽黒点数の長期的な再較正にあたって非常に重要な役割を果たした。
コロラド大学ボルダー校のドローレス・ニップ（Delores Knipp）は九州大学の劉会欣（Huixin Liu）、日本学術振興会の早川尚志とともに小山の業績を研究し、2017年9月に発表している。ニップは小山の業績を「ガリレオに始まる400年の太陽黒点の観測史の中でも屈指の業績」と評し、「小山さんの観測技術、粘り強さ、一貫性、太陽のふるまいを見る鋭い眼、それらによって、驚くべき太陽のふるまいに関する記録が作られました。この記録がなければ、自信を持って黒点の歴史の復元をすることはできなかったでしょう」と称賛した。その後、国立科学博物館に保管された小山ひさ子の黒点スケッチ群は、未出版のものも含め、国際共同研究プロジェクトの下包括的に検討され、観測時期を通じ、世界屈指に安定した観測データであることが実証された。
ニップは小山の功績について以前から知っていたが、研究発表を手がける契機となったのは映画『Hidden Figures』（日本語題：『ドリーム』）を鑑賞したことだったという。ニップは「女性研究者たちは、考証文献などの存在の有無に関わらず、長い間科学に貢献してきたのです。これからも小山さんの業績や記録を、特に科学の分野でキャリアを考えている若い女性に対して広く伝えていきたいと思います」と語っている。
ベルギーの女性天文学者ヤエル・ナゼ（Yaël Nazé、リエージュ大学理学部准教授）は、自著『L'Astronomie au féminin』を2014年に上梓した。この本は北井礼三郎と頼順子によって日本語訳され、『女性と天文学』の題名で2021年に恒星社厚生閣から出版された。日本語版の発行に際して、特別章として「日本の女性と天文学」が書き下ろされた。この章では、日本の女性天文家として小山、林左絵子、加藤万里子、馬場彩の業績が紹介されている。2020年には、インフォグラフィックスを活用した小中学生向けの書籍『世界を変えた知っておくべき100人の発見』でも彼女の業績が取り上げられた。また、小山の偉業は『Sunwatcher』という題名で、2021年にミュージカル化されている。
中野主一は、小惑星番号3383（仮符号1951AB）の小惑星を「Koyama」と命名することを国際天文学連合に提案、1986年12月16日発行の小惑星回報で命名が認証されたことが公表された。
2022年3月、日本天文学会は、小山の遺した太陽黒点のスケッチを「小山ひさ子の太陽黒点スケッチ群」という名称で日本天文遺産に認定することを発表した。

## 人物
前項までで述べたとおり、小山は太陽観測以外でも国立科学博物館でのアウトリーチ活動や出版物への寄稿などで天文ファンの間ではよく知られていた。そして小山は天文ファンや観測者などから広く尊敬される人物であった。1986年、彼女は東亜天文学会の総会で「山本一清記念東亜天文学会学術研究奨励賞」を受賞している。
小山は、白河天体観測所という私営天文台の開設メンバーであった。村山定男の発案によって始動したこの計画には、彼女の他に藤井旭、長井保、高橋實が賛同している。白河天体観測所は彼女を含めた創立メンバーの申し合わせにより、メンバーの中で「天界」に昇った者が半数を超えたら閉鎖することが決まっていた。その後天体観測所は2011年に発生した東日本大震災の影響などにより、申し合わせのとおりに閉鎖されている。